# Mimela deretzi
Mimela deretzi är en skalbaggsart som beskrevs av Renaud Maurice Adrien Paulian 1959. Mimela deretzi ingår i släktet Mimela och familjen Rutelidae. Inga underarter finns listade i Catalogue of Life.